# Bourbon County (Kentucky)
Bourbon County ist ein County im Bundesstaat Kentucky der Vereinigten Staaten. Das U.S. Census Bureau hat bei der Volkszählung 2020 eine Einwohnerzahl von 20.252 ermittelt.
Der Verwaltungssitz (County Seat) ist Paris, das nach der französischen Hauptstadt benannt wurde, als Dank für die Hilfe im Amerikanischen Unabhängigkeitskrieg.

## Geographie
Das County liegt im mittleren Nordosten von Kentucky und hat eine Fläche von 755 Quadratkilometern, wovon ein Quadratkilometer Wasserfläche ist. Es grenzt im Uhrzeigersinn an folgende Countys: Harrison County, Nicholas County, Bath County, Montgomery County, Clark County, Fayette County und Scott County.

## Geschichte
Das ursprüngliche Bourbon County wurde am 17. Oktober 1785 aus Teilen des Fayette County gebildet, damals gehörte das Gebiet noch zu Virginia. Benannt wurde es nach Frankreichs königlicher Familie Bourbon, da Frankreich den Amerikanern beim Erlangen der Unabhängigkeit von England wichtige Hilfe geleistet hatte. 1792 wurde es Teil des neugebildeten Staates Kentucky. Das damalige Bourbon County war wesentlich größer als das heutige; nach wiederholten Teilungen im Zuge des Anstiegs der Bevölkerungszahlen gehören Gebiete des ursprünglichen Bourbon County heute zu insgesamt 34 Counties, einschließlich des heutigen Bourbon County.
60 Bauwerke und Stätten des Countys sind im National Register of Historic Places eingetragen (Stand 6. September 2017).

## Demografische Daten

Alterspyramide des Bourbon Countys (Stand: 2000)

Nach der Volkszählung im Jahr 2000 lebten im Bourbon County 19.360 Menschen. Davon wohnten 199 Personen in Sammelunterkünften, die anderen Einwohner lebten in 7.681 Haushalten und 5.445 Familien. Die Bevölkerungsdichte betrug 26 Einwohner pro Quadratkilometer. Ethnisch betrachtet setzte sich die Bevölkerung zusammen aus 90,38 Prozent Weißen, 6,94 Prozent Afroamerikanern, 0,15 Prozent amerikanischen Ureinwohnern, 0,14 Prozent Asiaten, 0,01 Prozent Bewohnern aus dem pazifischen Inselraum und 1,36 Prozent aus anderen ethnischen Gruppen; 1,02 Prozent stammten von zwei oder mehr Ethnien ab. 2,60 Prozent der Bevölkerung waren spanischer oder lateinamerikanischer Abstammung.
Von den 7.681 Haushalten hatten 32,8 Prozent Kinder und Jugendliche unter 18 Jahre, die bei ihnen lebten. 54,7 Prozent waren verheiratete, zusammenlebende Paare, 12,3 Prozent waren allein erziehende Mütter, 29,1 Prozent waren keine Familien, 24,8 Prozent waren Singlehaushalte und in 11,1 Prozent lebten Menschen im Alter von 65 Jahren oder darüber. Die Durchschnittshaushaltsgröße betrug 2,49 und die durchschnittliche Familiengröße lag bei 2,95 Personen.
Auf das gesamte County bezogen setzte sich die Bevölkerung zusammen aus 25,0 Prozent Einwohnern unter 18 Jahren, 8,1 Prozent zwischen 18 und 24 Jahren, 28,6 Prozent zwischen 25 und 44 Jahren, 24,7 Prozent zwischen 45 und 64 Jahren und 13,6 Prozent waren 65 Jahre alt oder darüber. Das Durchschnittsalter betrug 38 Jahre. Auf 100 weibliche Personen kamen 94,6 männliche Personen. Auf 100 Frauen im Alter von 18 Jahren alt oder darüber kamen statistisch 91,0 Männer.
Das jährliche Durchschnittseinkommen eines Haushalts betrug 35.038 USD, das Durchschnittseinkommen der Familien betrug 42.294 USD. Männer hatten ein Durchschnittseinkommen von 30.989 USD, Frauen 23.467 USD. Das Prokopfeinkommen betrug 18.335 USD. 12,3 Prozent der Familien und 14,0 Prozent der Bevölkerung lebten unterhalb der Armutsgrenze. Davon waren 19,1 Prozent Kinder oder Jugendliche unter 18 Jahre und 11,9 Prozent waren Menschen über 65 Jahre.

## Wirtschaft
Der nach dem größeren ursprünglichen County benannte Bourbon Whiskey wird auf dem Gebiet des heutigen Bourbon County nicht mehr produziert.

## Orte im County
- Austerlitz
- Blacks Crossroads
- Brentsville
- Bunker Hill
- Clintonville
- Currentsville
- Escondida
- Ewalt Crossroads
- Hutchison
- Jacksonville
- Jackstown
- Kiserton
- Little Rock
- Millersburg
- Monterey
- North Middletown
- Paris
- Plum
- Ruddels Mills
- Shawhan
- Sidville
- Stony Point